# Parc des sports Auguste-Delaune
Pour les articles homonymes, voir Delaune.
Le Parc des sports Auguste-Delaune, est un complexe omnisports situé avenue Roger-Sémat à Saint-Denis (Seine-Saint-Denis),.

## Histoire

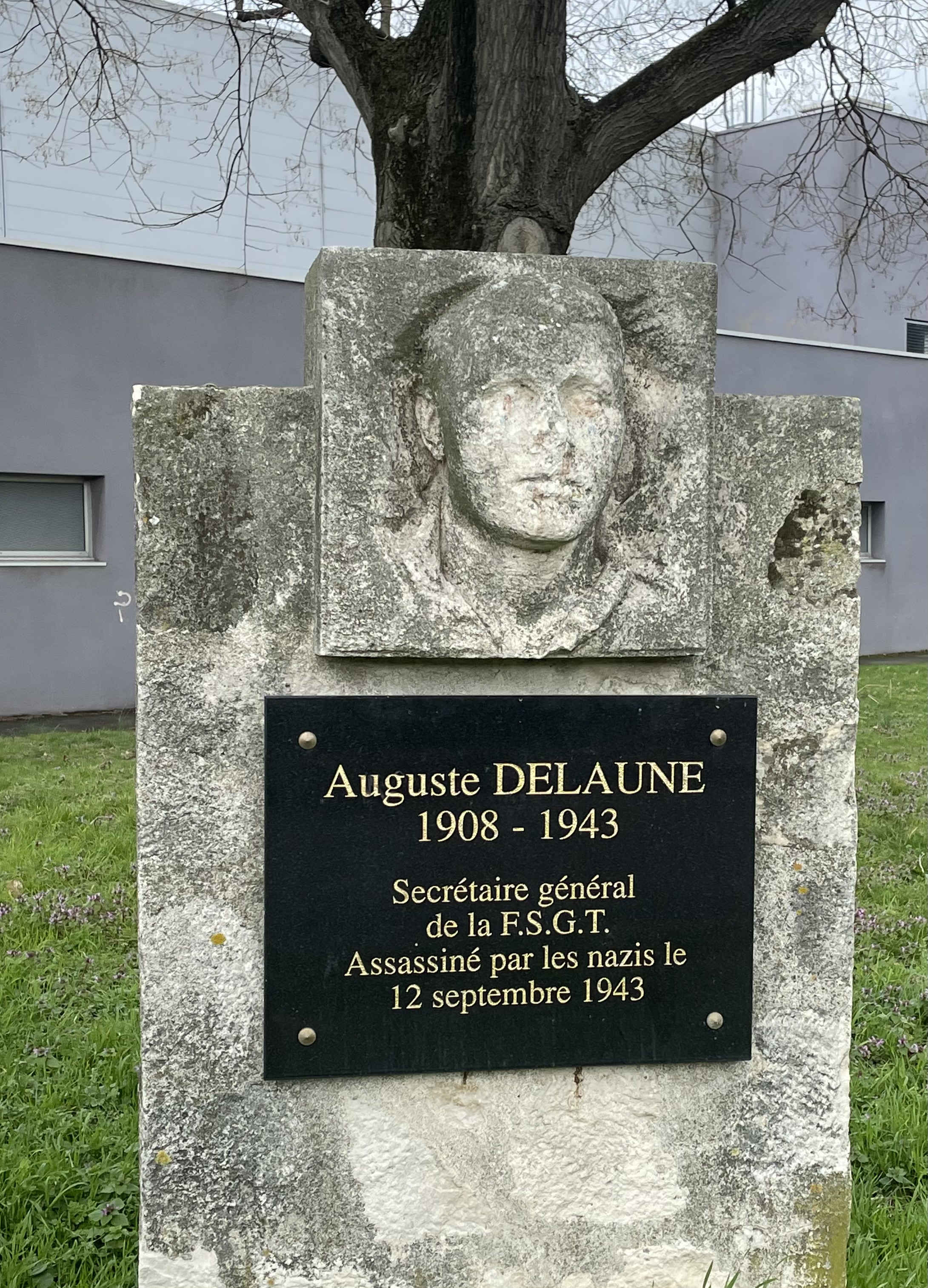
Buste d'Auguste Delaune au parc des sports.

C'est à la suite du déclassement du fort de la Double-Couronne que naît le projet de construction d'un grand stade moderne à cet emplacement. Dès 1935, des installations sommaires voient le jour. Les travaux sont mis en sommeil pendant la Seconde Guerre mondiale mais, en 1948, André Lurçat propose l'aménagement d'un stade complètement équipé.
C'est en 1971 que l'inauguration a lieu, et que le parc des sports est officiellement nommé en hommage à Auguste Delaune, mort pour la France.
Le 2 juin 1984, le perchiste ukrainien (alors soviétique) Sergueï Bubka établit un record du monde du saut à la perche à 5,88 m lors d’un concours organisé devant 16000 spectateurs pour célébrer les 80 ans du quotidien L'Humanité.
À l'occasion des Jeux olympiques et paralympiques de 2024, le site bénéficie de 11 millions d'euros de travaux (dont 40 % par la Ville, avec l'aide de la Solideo) pour rénover en particulier le Palais des sports, la grande tribune et la piste d'athlétisme pour les épreuves d'athlétisme, judo et taekwondo. Le site accueille jusqu'à plusieurs centaines d'athlètes en tant que site d’entraînement. En sus d'une rénovation des terrains, les vestiaires et la tribune sont mises aux normes d'accessibilité avant un retour du site rénové aux clubs de la commune en septembre 2024.

### Moyens d'accès
Le site est desservi par la ligne 5 du tramway d'Île-de-France à la station Guynemer, ainsi que les bus 256 et 356.